# Attentat d'Ürümqi de 1992
 (octobre 2020).
Le 5 février 1992, quatre bombes ont explosé dans des bâtiments publics et dans deux bus, les lignes 2 et 30, à Urumqi, Xinjiang, en Chine . Les attentats à la bombe ont fait trois morts et 23 blessés.

## Contexte
Les tensions persistantes au Xinjiang ont été une source de terrorisme en Chine . Les conflits autour des aspirations culturelles ouïghoures ont refait surface dans les années 1960.